# Drugi rząd Ramsaya MacDonalda

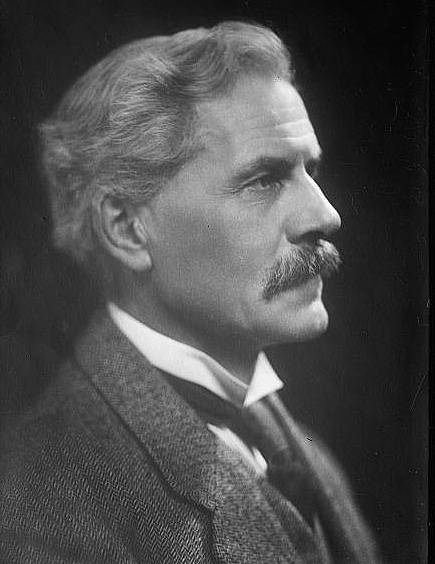
Ramsay MacDonald, premier, pierwszy lord skarbu

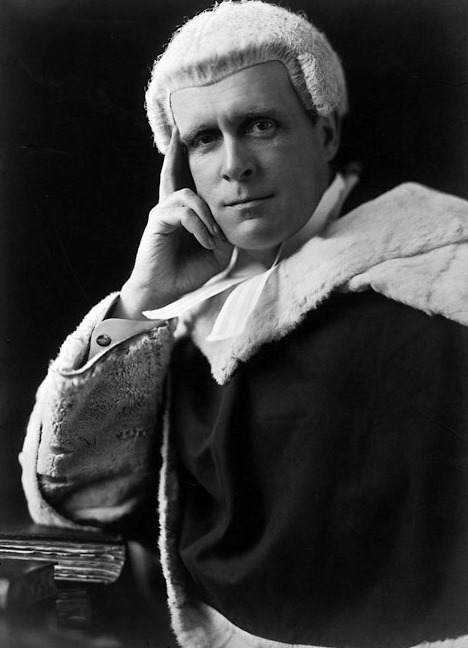
Wicehrabia Sankey, lord kanclerz

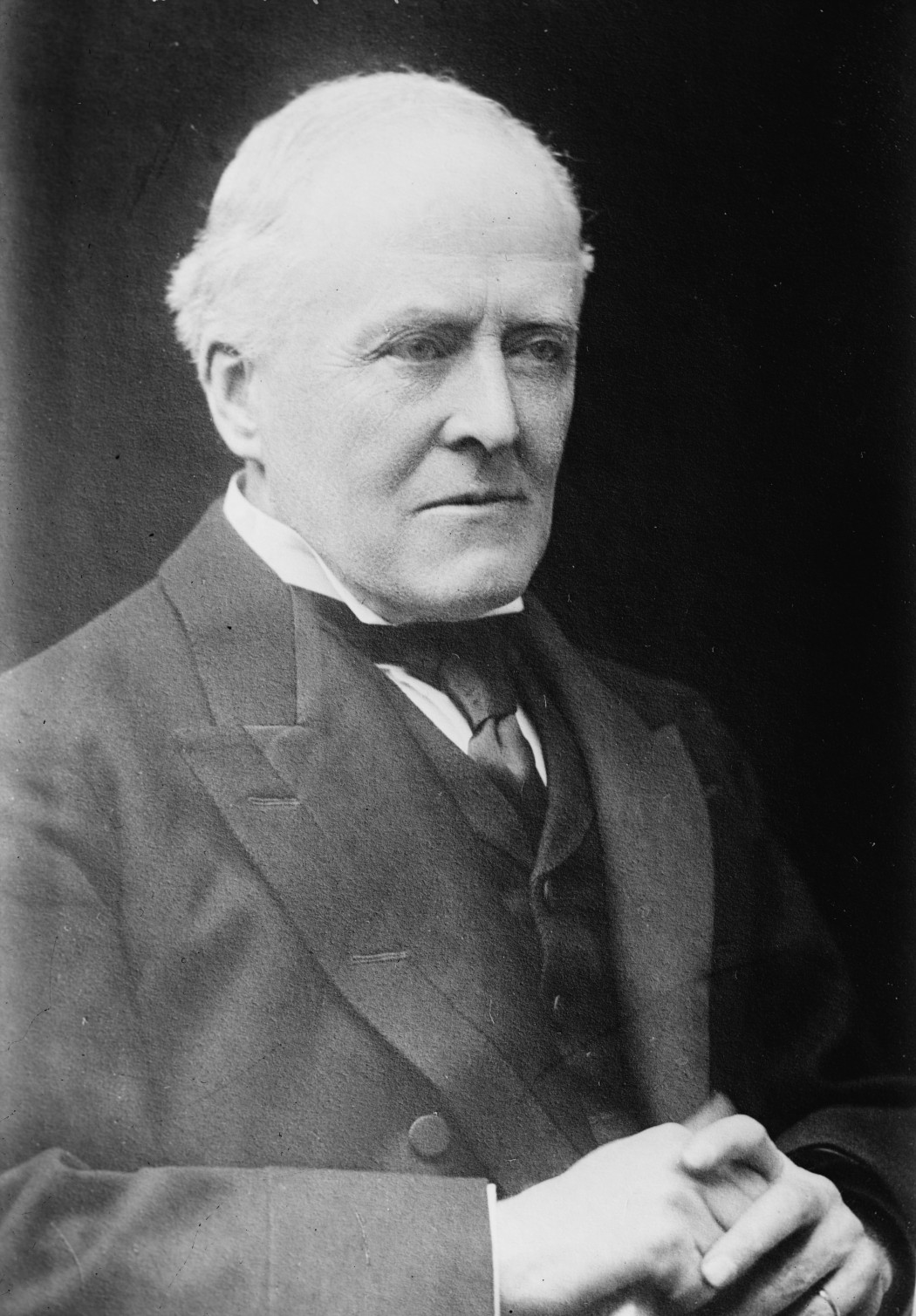
Baron Parmoor, lord przewodniczący Rady

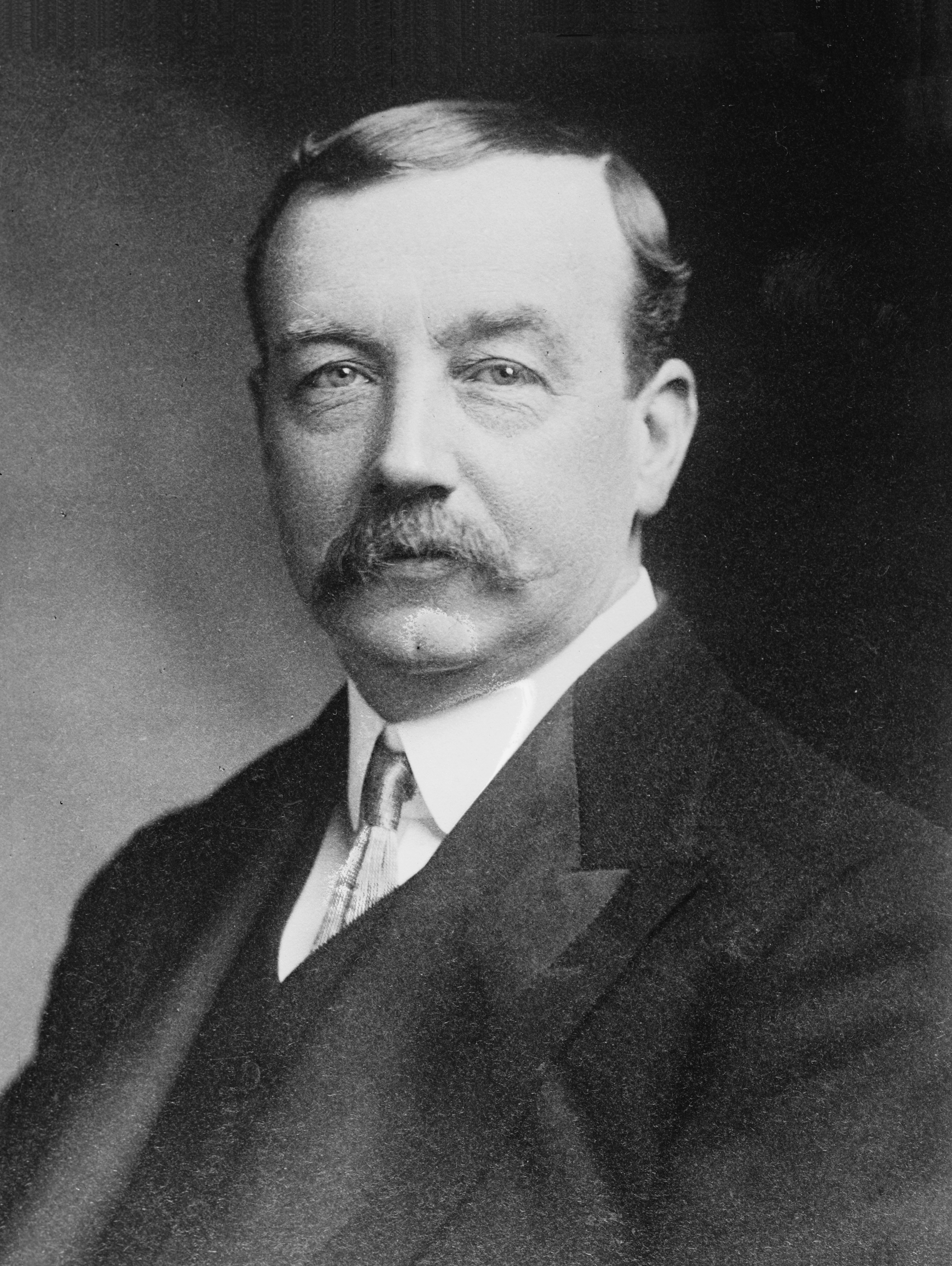
Arthur Henderson, minister spraw zagranicznych

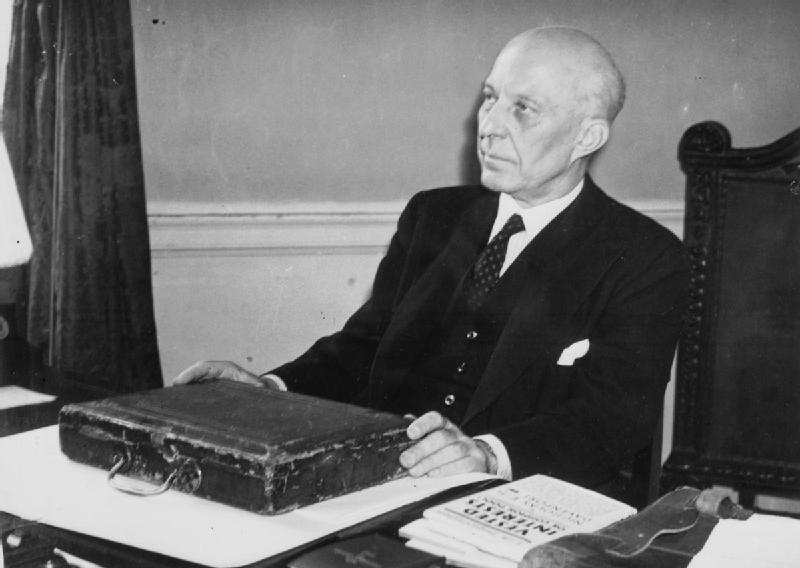
Hugh Dalton, podsekretarz stanu w ministerstwie spraw zagranicznych

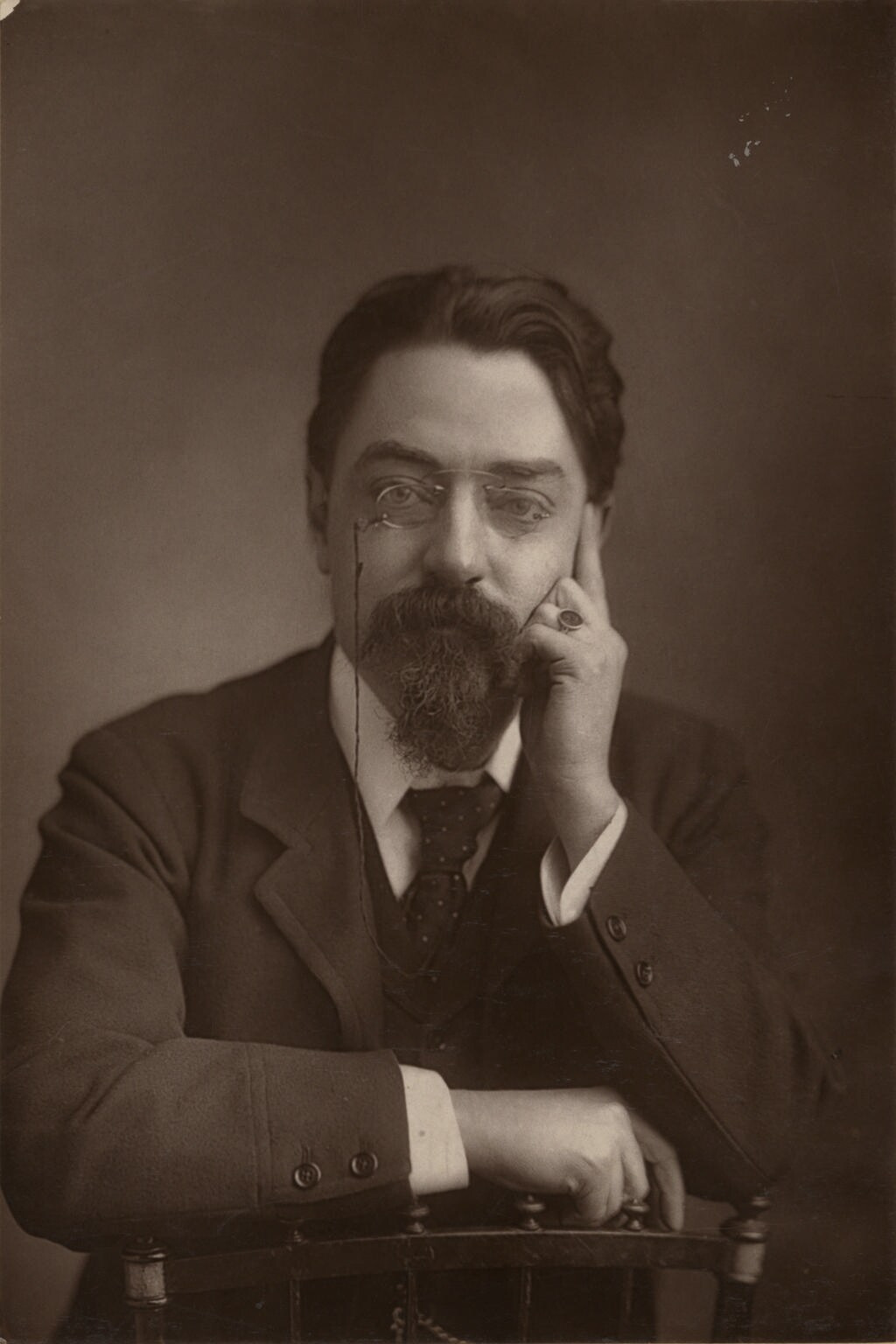
Baron Passfield, minister ds. kolonii, minister ds. dominiów

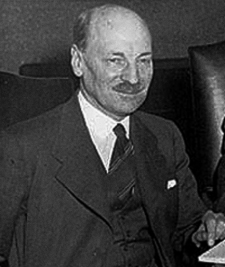
Clement Attlee, kanclerz Księstwa Lancaster, poczmistrz generalny

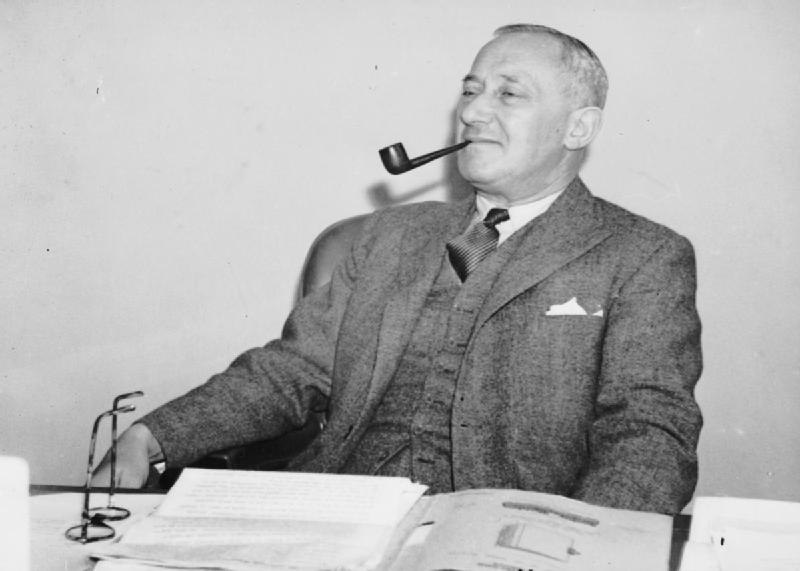
Manny Shinwell, finansowy sekretarz w ministerstwie wojny, sekretarz ds. kopalń

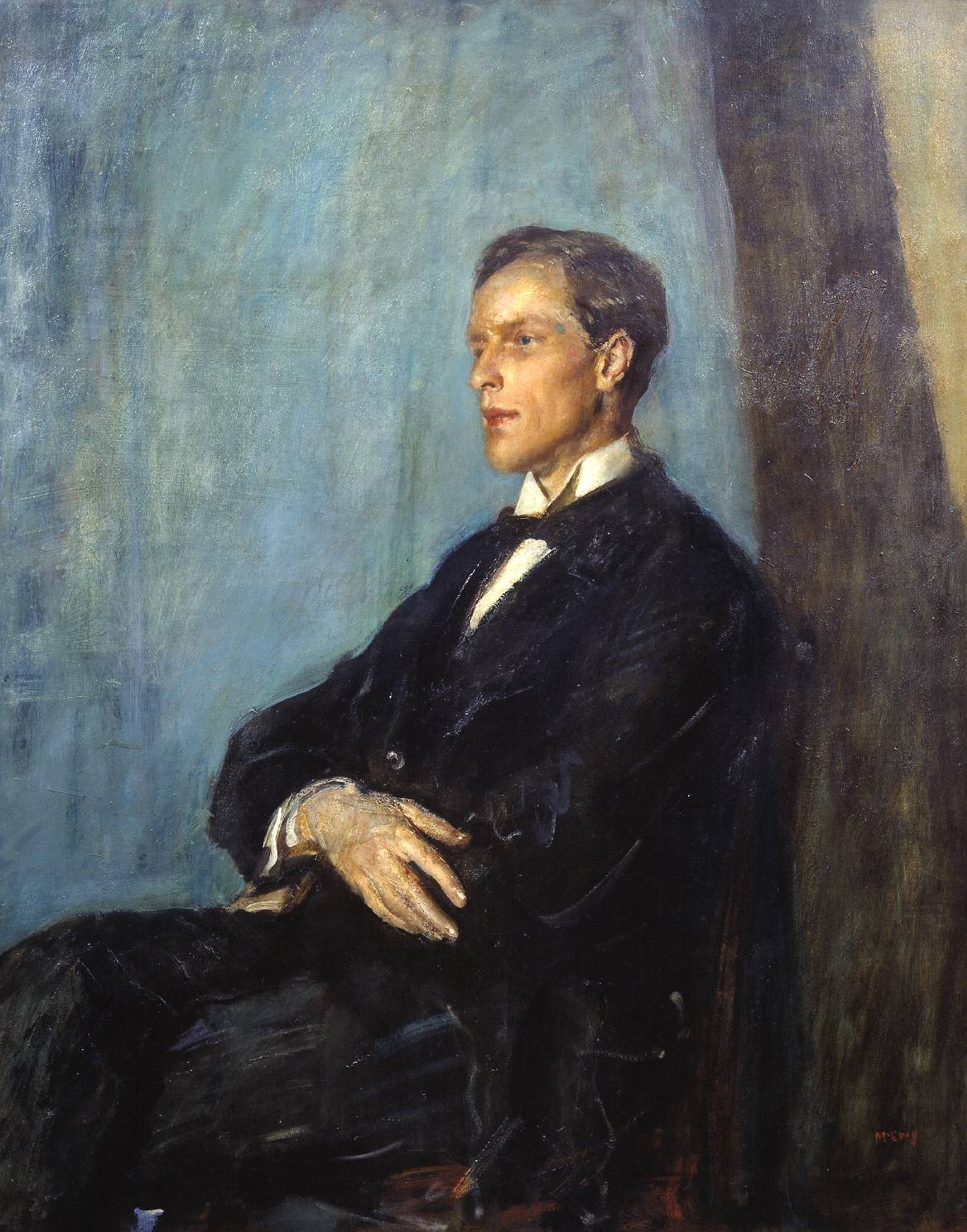
William Jowitt, prokurator generalny

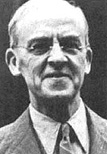
Stafford Cripps, Radca Generalny

Drugi rząd Partii Pracy pod przywództwem Ramsaya MacDonalda powstał 5 czerwca 1929 r. po zwycięskich wyborach i przetrwał do 24 sierpnia 1931 r., kiedy to powstał rząd koalicyjny.
Członków ścisłego gabinetu wyróżniono tłustym drukiem.

## Skład rządu
| Urząd                                                           | Imię i nazwisko                                                                                             | Kadencja                                     |
| --------------------------------------------------------------- | --- | -------------------------------------------- |
| Premier Pierwszy lord skarbu                                    | Ramsay MacDonald                                                                                            | 1929–1931                                    |
|                                                                 | |                                              |
| Lord kanclerz                                                   | John Sankey, 1. wicehrabia Sankey                                                                           | 1929–1931                                    |
| Lord przewodniczący Rady                                        | Charles Cripps, 1. baron Parmoor                                                                            | 1929–1931                                    |
| Lord tajnej pieczęci                                            | James Henry Thomas Vernon Hartshorn Thomas Johnston                                                         | 1929–1930 1930–1931 1931                     |
| Kanclerz skarbu                                                 | Philip Snowden                                                                                              | 1929–1931                                    |
| Parlamentarny sekretarz skarbu                                  | Tom Kenneddy                                                                                                | 1929–1931                                    |
| Finansowy sekretarz skarbu                                      | Frederick Pethick-Lawrence                                                                                  | 1929–1931                                    |
| Lordowie skarbu                                                 | Charles Edwards John Parkinson Alfred Barnes William Whiteley Wilfred Paling Ernest Thurtle Henry Charleton | 1929–1931 1929–1930 1929–1931 1930–1931 1931 |
| Minister spraw zagranicznych                                    | Arthur Henderson                                                                                            | 1929–1931                                    |
| Podsekretarz stanu w ministerstwie spraw zagranicznych          | Hugh Dalton                                                                                                 | 1929–1931                                    |
| Minister spraw wewnętrznych                                     | John Robert Clynes                                                                                          | 1929–1931                                    |
| Podsekretarz stanu w ministerstwie spraw wewnętrznych           | Alfred Short                                                                                                | 1929–1931                                    |
| Pierwszy lord Admiralicji                                       | Albert Alexander                                                                                            | 1929–1931                                    |
| Parlamentarny i finansowy sekretarz przy Admiralicji            | Charles Ammon                                                                                               | 1929–1931                                    |
| Cywilny lord Admiralicji                                        | George Hall                                                                                                 | 1929–1931                                    |
| Minister rolnictwa i rybołówstwa                                | Noel Buxton Christopher Addison                                                                             | 1929–1930 1930–1931                          |
| Parlamentarny sekretarz w ministerstwie rolnictwa i rybołówstwa | Christopher Addison Herbrand Sackville, 9. hrabia De La Warr                                                | 1929–1930 1930–1931                          |
| Minister lotnictwa                                              | Christopher Thomson, 1. baron Thomson William Mackenzie                                                     | 1929–1930 1930–1931                          |
| Podsekretarz stanu w ministerstwie lotnictwa                    | Frederick Montague                                                                                          | 1929–1931                                    |
| Minister ds. kolonii                                            | Sidney Webb, 1. baron Passfield                                                                             | 1929–1931                                    |
| Podsekretarz stanu w ministerstwie ds. kolonii                  | William Lunn Drummond Shiels                                                                                | 1929 1929–1931                               |
| Minister ds. dominiów                                           | Sidney Webb, 1. baron Passfield James Henry Thomas                                                          | 1929–1930 1930–1931                          |
| Podsekretarz stanu w ministerstwie ds. dominiów                 | Arthur Ponsonby William Lunn                                                                                | 1929 1929–1931                               |
| Przewodniczący Rady Edukacji                                    | Charles Trevelyan Hastings Lees-Smith                                                                       | 1929–1931 1931                               |
| Parlamentarny sekretarz przy Radzie Edukacji                    | Morgan Jones                                                                                                | 1929–1931                                    |
| Minister zdrowia                                                | Arthur Greenwood                                                                                            | 1929–1931                                    |
| Parlamentarny sekretarz w ministerstwie zdrowia                 | Susan Lawrence                                                                                              | 1929–1931                                    |
| Minister ds. Indii                                              | William Benn                                                                                                | 1929–1931                                    |
| Podsekretarz stanu w ministerstwie ds. Indii                    | Drummond Shiels Frank Russell, 2. hrabia Russell Henry Snell, 1. baron Snell                                | 1929 1929–1931 1931                          |
| Minister pracy                                                  | Margaret Bondfield                                                                                          | 1929–1931                                    |
| Parlamentarny sekretarz w ministerstwie pracy                   | Jack Lawson                                                                                                 | 1929–1931                                    |
| Kanclerz Księstwa Lancaster                                     | Oswald Mosley Clement Richard Attlee Arthur Ponsonby, 1. baron Ponsonby of Shulbrede                        | 1929–1930 1930–1931 1931                     |
| Paymaster-General                                               | Sydney Arnold, 1. baron Arnold                                                                              | 1929–1931                                    |
| Minister emerytur                                               | Frederick Roberts                                                                                           | 1929–1931                                    |
| Poczmistrz generalny                                            | Hastings Lees-Smith Clement Richard Attlee                                                                  | 1929–1931 1931                               |
| Asystent poczmistrza generalnego                                | Samuel Viant                                                                                                | 1929–1931                                    |
| Minister ds. Szkocji                                            | William Adamson                                                                                             | 1929–1931                                    |
| Parlamentarny sekretarz w ministerstwie ds. Szkocji             | Thomas Johnston Joseph Westwood                                                                             | 1929–1931 1931                               |
| Przewodniczący Zarządu Handlu                                   | William Graham                                                                                              | 1929–1931                                    |
| Parlamentarny sekretarz przy Zarządzie Handlu                   | Walter Robert Smith                                                                                         | 1929–1931                                    |
| Sekretarz handlu zamorskiego                                    | George Gillette                                                                                             | 1929–1931                                    |
| Sekretarz ds. kopalń                                            | Ben Turner Manny Shinwell                                                                                   | 1929–1930 1930–1931                          |
| Minister transportu                                             | Herbert Morrison                                                                                            | 1929–1931                                    |
| Parlamentarny sekretarz w ministerstwie transportu              | Frank Russell, 2. hrabia Russell Arthur Ponsonby, 1. baron Ponsonby of Shulbrede John Parkinson             | 1929 1929–1931 1931                          |
| Minister wojny                                                  | Thomas Shaw                                                                                                 | 1929–1931                                    |
| Podsekretarz stanu w ministerstwie wojny                        | Herbrand Sackville, 9. hrabia De La Warr Dudley Aman, 1. baron Marley                                       | 1929–1930 1930–1931                          |
| Finansowy sekretarz w ministerstwie wojny                       | Manny Shinwell William Sanders                                                                              | 1929–1930 1930–1931                          |
| Pierwszy komisarz ds. prac publicznych                          | George Lansbury                                                                                             | 1929–1931                                    |
| Prokurator generalny                                            | William Jowitt                                                                                              | 1929–1931                                    |
| Radca generalny Anglii i Walii                                  | James Melville Stafford Cripps                                                                              | 1929–1930 1930–1931                          |
| Lord adwokat                                                    | Caigie Aitchison                                                                                            | 1929–1931                                    |
| Solicitor General dla Szkocji                                   | John Charles Watson                                                                                         | 1929–1931                                    |
| Wiceszambelan Dworu Królewskiego                                | John Henry Hayes                                                                                            | 1929–1931                                    |
| Skarbnik Dworu Królewskiego                                     | Ben Smith                                                                                                   | 1929–1931                                    |
| Kontroler Dworu Królewskiego                                    | Thomas Henderson                                                                                            | 1929–1931                                    |
| Lord-in-waiting                                                 | Herbrand Sackville, 9. hrabia De La Warr Kenneth Muir Mackenzie, 1. baron Muir-Mackenzie                    | 1929–1931 1929–1930                          |